# Лендєл В'ячеслав Тиберійович
В'ячеслав Тиберійович Лендєл (* 28 червня 1963, Рахів, Закарпатська область) — український радянський футболіст. Нападник, грав, зокрема, за «Говерлу» (Ужгород), СКА «Карпати» (Львів), «Карпати» (Львів). Найкращий бомбардир за час існування СКА «Карпати» — забив 66 м'ячів. Після турне львівських «Карпат» по Сполучених Штатах Америки в 1990 році залишився жити у США.

## Життєпис
Вихованець «Говерли» (Ужгород). Перший тренер — В. І. Гаджега.
Виступав у складі юнацької збірної СРСР.
Починав кар'єру в «Говерлі» (Ужгород), потім перейшов до новоутвореного львівського СКА «Карпати». За 8 сезонів (1982–1989) гри в барвах армійського колективу став найкращим його бомбардиром — 66 голів. Після ліквідації СКА «Карпати» перед сезоном 1990 перейшов до цивільної команди «Карпати» (Львів).
У червні 1990 року «Карпати» на запрошення української діаспори проводили турне по США, після якого футболіст вирішив не повертатися до Радянського Союзу й залишився у США. Там Лендєл виступав, зокрема, за команду «Крила» (Чикаго).
Відзначався високою технікою, міг самостійно обіграти кількох суперників і забити гол.